# 川西忍冬
川西忍冬（学名：Lonicera webbiana var. mupinensis）为忍冬科忍冬属下的一个变种。

## 扩展阅读
- 維基物種上的相關：川西忍冬